# Jorge Cori Tello
Jorge Moisés Cori Tello (Lima, 30 de julio de 1995) es un Gran Maestro de ajedrez peruano. Como juvenil llegó a ocupar el puesto 1° entre los jugadores menores de 18 en América, 3° absoluto en Perú y 8° entre todos los jugadores menores de 18 años en el mundo.
Su hermana es Deysi Estela Cori Tello, que también es una Gran Maestra. Fue galardonado con el título de Maestro FIDE en 2004, cuando tenía 9 años de edad. Jorge Cori se convirtió en Gran Maestro a los 14 años en octubre de 2009. En noviembre de 2011 se coronó campeón mundial de la categoría Sub-16 luego de haber sido condecorado con la Medalla de Honor al Mérito Deportivo por el presidente de la República Ollanta Humala Tasso.
Entre los artífices de su formación se encuentra el Maestro FIDE Jorge Luis Pacheco Asmat.
Jugó por el Perú en la Olimpiada de Ajedrez de Estambul de 2012.
En la olimpiada de Ajedrez de Bakú de 2016 fue parte del equipo peruano que consiguió el décimo lugar en la general. Cori consiguió medalla de bronce individual en su tablero.
De igual forma participó en la siguiente olimpiada de Ajedrez en Batumi (Georgia) del año 2018, donde obtuvo medalla de oro, tras obtener siete triunfos, y unas tablas, con una performance de 7.5 de ocho partidas jugadas. De esta manera superó su participación en las Olimpiadas de Bakú en 2016.
Su mayor ELO histórico es de 2689, que lo alcanzó en noviembre de 2018.

## Vida personal
Es hermano menor de la también ajedrecista Deysi Estela Cori Tello, que también es una Gran Maestra. Actualmente reside en México, laborando como entrenador junto a su esposa Ivette García, una ajedrecista mexicana. 

## Títulos
- Campeón Panamericano de Ajedrez, 2004
- 1º en el Mundial de Ajedrez de la Juventud Sub-14 en Turquía, 2009
- 1º en el Mundial de Ajedrez de la Juventud Sub-16 en Brasil, 2011
- Medalla de oro en las Olimpiadas de ajedrez de 2018
- Campeón Panamericano de Ajedrez, 2019